# 9è districte de Lió
El 9è districte (arrondissement) de Lió és un dels nou districtes de la Ciutat de Lió. Cobreix els barris del nord-oest de Vaise, Gorge de Loup, Sant-Rambert-l'Île-Barbe, La Duchère i part de Champvert. El 9è districte de Lió és un barri residencial principalment popular per preus de lloguer baixos i bones vistes sobre el riu Saona i la part posterior de Fourvière. Separat del 5è districte el 1964, els barris del 9è districte tenen una història que es remunta a la prehistòria. Aquesta zona és servida pel metro línia D. Té una superfície de 725 ha

## Equipaments i serveis
- Médiathèque de Vaise
- Gare de Lyon-Vaise
- Gare de Lyon-Gorge-de-Loup
- Technopole Vallée Vaise

## Barris
- Vaise
- Gorge de Loup
- La Duchère
- Saint-Rambert-l'Île-Barbe
- Observance
- Industrie
- Champvert (part Nord)
- Rochecardon

## Monuments
- L'église Saint-Pierre de Vaise
- L'église Notre Dame de l'Annonciation
- L'Église Saint-Camille
- L'église Notre-Dame de l'Île Barbe
- Le château de la Jayère
- Pintura de joventut de Guillaume Bottazzi, l'única pintura abstracta entre els murs lionesos[2]